# Hajastani Futboli Federacja
Hajastani Futboli Federacja (orm.: Հայաստանի ֆուտբոլի ֆեդերացիա, HFF) – ogólnokrajowy związek sportowy, działający na terenie Armenii, będący jedynym prawnym reprezentantem ormiańskiej piłki nożnej, zarówno mężczyzn, jak i kobiet, we wszystkich kategoriach wiekowych w kraju i za granicą. Został założony w 1992 roku, i w tym roku przystąpił do FIFA i UEFA.